# Cacostatia germana
Cacostatia germana là một loài bướm đêm thuộc phân họ Arctiinae, họ Erebidae.